# Нојева папрат
Нојева папрат (лат. Matteuccia struthiopteris) је вишегодишња зељаста биљка из фамилије Onocleaceae. Врста Matteuccia struthiopteris расте на северној хемисфери, а ареал подразумева подручје од западне Европе до источне Азије, где је замењује врста Matteuccia
orientalis.

## Опис врсте
Нојева папрат је биљка са кратким, усправним ризомом. Листови су у густом бусену, двојно перасто дељени, диморфни, са истакнутим нервима. Стерилни листови велики, објајасто ланцетасти, двоструко перасто дељени, док су у основи дуго сужени. Фертилни листови су много мањи, дељени, једноструко перасти, тамније боје. При бази сваког режња налази се 1-2 пара соруса, покривени увијеним врхом листа. Расејава се спорама које сазревају током јула и јуна, а затим клијају у проталијум. Вегетативно се могу размножавати помоћу подземних столона. 

## Распрострањење у Републици Србији
Пешчани наноси и влажно земљиште поред река представљају станиште ове врсте. У Србији је  пронађена на два локалитета,  у околини Ариља (клисура реке Моравице) и у околини села Котража.

## Угроженост и заштита врсте
Нојева папрат у Републици Србији има статус строго заштићене биљне врсте и у већини држава централне Европе је правно заштићена. Ова врста се налази у Црвеној књизи флоре Србије, али такође и у Црвеним кљигама и листама других држава. На оба локалитета где је врста пронађена у Србији, уочена је изложеност антропогеном утицају. Као неопходна мера заштите врсте на оба локалитета наводи се проглашење станишта за заштићена подручја.